# Patrick Pilet
Patrick Pilet, född den 8 oktober 1981 i Auch är en fransk racerförare.